# 卡頓·高爾
卡尔顿·科尔（英語：Carlton Cole，1983年11月12日—），是一名在英格蘭出生的塞拉利昂裔足球運動員，司職前鋒，曾效力英超球會車路士及韋斯咸，亦曾是英格蘭國家隊的成員。現效力印尼球队佩西比萬隆。

## 球員生涯

### 球會
車路士
卡頓·高爾，一個在眾星芸芸的切尔西中比較上名氣遜。但身材高大在車路士是眾所周知的，1.93米身高加上具把握能力。在2003年卡頓·高爾開始崛起，在2003年至2004年的英超聯賽中以後備身份入替後為車路士攻入了奠定勝局的一球，擊敗了桑德兰。
在此之前，卡頓·高爾曾外借到狼隊上陣5場後，返回車路士。之後的兩季英超，卡頓·高爾被外借到英超中游份子查尔顿和阿斯顿维拉，在外借到伦敦的查爾頓時一共上阵了21场賽事攻入4球，表现不俗。卡頓·高爾在阿士東維拉身穿18號的球衣。在2005年的夏天，卡頓·高爾返回車路士，獲12次出場機會，在足總杯對哈德斯菲尔德時射入一球。
韋斯咸
由於未能爭取正選席位，卡頓·高爾於2006年7月轉投同屬倫敦的球會韋斯咸，簽約四年，轉會費數目沒有透露。他在首次後備為韋斯咸上陣便在補時階段取得入球，協助球隊以3-1擊敗查尔顿。可是，球隊當季只能在最後一天才勉強護級。他也打不上一隊，在當季23次上陣，有15次後備，入了3球。他在08/09年球季，他在頭8場便入了4球，表現脫胎換骨，於2008年11月獲得一紙五年長約。2009年2月14日在足總盃對，作賽僅33分鐘更因傷退出，初時擔心有骨裂，經照射X光後證實只是扭傷足踝，需休戰兩週。2012年7月12日，傳媒報導卡頓·高爾轉會英超史篤城因薪金談不攏而告吹。
2013年5月22日，已效力韋斯咸七年之卡頓·高爾，由於球會不打算與其續約，故於夏季高爾會離開韋斯咸。
2013年10月14日，因韋斯咸主力前鋒安德鲁·卡罗尔受傷及卡頓·高爾離隊後仍於韋斯咸跟操及体能達到要求，獲韋斯咸提供一份三個月合約。
些路迪
2015年10月22日，些路迪宣佈卡頓·高爾正式加盟，並簽約2年，直至2017年。2016年6月16日，些路迪確認卡頓·高爾仅在8个月后就被俱乐部釋出。

### 國家隊
卡頓·高爾擁有尼日利亞及塞拉利昂血統，雖然曾渴望獲選代表超霸鷹，但因未獲垂青而選擇代表英格蘭U-21，共出席19場比賽及射入6球，其後尼日利亞雖然有意挑選他入伍，但被他拒絕。2009年2月7日獲卡比路徵召首次加入英格蘭大國腳備戰西班牙，2月11日作客塞維利亞友賽西班牙，卡頓·高爾下半場75分鐘後備首次上陣，在0-2落後下於完場前接應碧咸直線傳球扭過拉爾拿射空門，但被碧基護門擋出不入。

## 外部連結
- soccerbase.com：卡尔顿·科尔
- 4thegame.com：卡尔顿·科尔
- 英超官網：卡尔顿·科尔
- sporting-heroes.net：照片及統計 （页面存档备份，存于）